# Езента (Бреша)
Езента је насеље у Италији у округу Бреша, региону Ломбардија.
Према процени из 2011. у насељу је живело 787 становника. Насеље се налази на надморској висини од 120 м.